# Tobias Berger
Tobias Berger (Schwarzach im Pongau, 2 novembre 2001) è un calciatore austriaco, difensore dell'Austria Lustenau.

## Carriera

### Club
Berger è cresciuto nel settore giovanile del Salisburgo dove ha militato dal 2015 al 2018. In seguito è stato assegnato alla squadra satellite del club austriaco, il Liefering, dove ha debuttato in 2. Liga il 29 maggio 2019 nell'incontro pareggiato 1-1 contro il Wacker Innsbruck II.
Il 7 gennaio 2020 è stato ceduto a titolo definitivo all'Austria Lustenau.

### Nazionale
Ha giocato nelle nazionali giovanili austriache Under-17, Under-18 ed Under-19.

## Statistiche

### Presenze e reti nei club
Statistiche aggiornate al 22 dicembre 2023.
| Stagione        | Squadra             | Campionato      | Campionato | Campionato | Coppe nazionali | Coppe nazionali | Coppe nazionali | Coppe continentali | Coppe continentali | Coppe continentali | Altre coppe | Altre coppe | Altre coppe | Totale | Totale |
| Stagione        | Squadra             | Comp            | Pres       | Reti       | Comp            | Pres            | Reti            | Comp               | Pres               | Reti               | Comp        | Pres        | Reti        | Pres   | Reti   |
| --------------- | ------------------- | --------------- | ---------- | ---------- | --------------- | --------------- | --------------- | ------------------ | ------------------ | ------------------ | ----------- | ----------- | ----------- | ------ | ------ |
| 2018-2019       | Liefering           | 2L              | 2          | 0          |                 | -               | -               |                    | -                  | -                  |             | -           | -           | 2      | 0      |
| 2019-gen. 2020  | Liefering           | 2L              | 4          | 0          |                 | -               | -               |                    | -                  | -                  |             | -           | -           | 4      | 0      |
| 2020-2021       | Austria Lustenau II | RL              | 2          | 1          |                 | -               | -               |                    | -                  | -                  |             | -           | -           | 2      | 1      |
| gen.-giu. 2020  | Austria Lustenau    | 2L              | 7          | 1          | CA              | 0               | 0               |                    | -                  | -                  |             | -           | -           | 7      | 1      |
| 2020-2021       | Austria Lustenau    | 2L              | 12         | 0          | CA              | 0               | 0               |                    | -                  | -                  |             | -           | -           | 12     | 0      |
| 2021-2022       | Austria Lustenau    | 2L              | 22         | 0          | CA              | 2               | 0               |                    | -                  | -                  |             | -           | -           | 24     | 0      |
| 2022-2023       | Austria Lustenau    | BL              | 21         | 1          | CA              | 2               | 0               |                    | -                  | -                  |             | -           | -           | 23     | 1      |
| 2023-2024       | Austria Lustenau    | BL              | 9          | 0          | CA              | 2               | 0               |                    | -                  | -                  |             | -           | -           | 11     | 0      |
| Totale carriera | Totale carriera     | Totale carriera | 79         | 3          |                 | 6               | 0               |                    | -                  | -                  |             | -           | -           | 85     | 3      |